# Sëlva
Sëlva ( pronunciació (?·pàg.); alemany Wolkenstein in Gröden, italià Selva di Val Gardena) és un municipi italià, dins de la província autònoma de Tirol del Sud. És un dels municipis de la vall Gherdëina (Ladínia). L'any 2007 tenia 2.589 habitants. Limita amb els municipis de Badia, Campitello di Fassa (Trento), Canazei (Trento), Corvara, San Martin de Tor i Santa Cristina Gherdëina.

## Situació lingüística
| Pertinença lingüística (cens 2001) | 5,97% alemany |
| Pertinença lingüística (cens 2001) | 6,18% italià  |
| Pertinença lingüística (cens 2001) | 87,84% ladí   |

## Administració

Territori comunal

| Període | Identitat      | Partit        |
| ------- | -------------- | ------------- |
| 2004-   | Rolando Demetz | Llista cívica |